# Горња Орјаховица
Горња Орјаховица (буг. Горна Оряховица) град је у Републици Бугарској, у средишњем делу земље. Град је друго по величини градско насеље Великотрновске области.
Град Горња Орјаховица познат је највише као веома важно саобраћајно чвориште у северној половини Бугарске. Град је веома важно железничко чвориште и аеродром међународног карактера.

## Географија
Град Горња Орјаховица се налази у средишњем делу земље, на око 230 km од престоице Софије. Седиште области, град Велико Трново се налази свега 10 km јужно од Горње Орјаховице.
Горња Орјаховица се налази у северном подножју планинског система Балкан, овде познатог као Шипенски Балкан, где побрђе полако прелази у равницу Влашке низије. Надморска висина града је 140 m. Кроз град протиче река Јантра.
Клима у граду континентална.

## Историја
Област Горње Орјаховице је била насељена у време антике и средњег века. Подручје први пут насељено у време Трачана. У току владавине старог Рима овде је постојало утврђење. И касније, у време средњег века и средњовековне Бугарске овде је постојало више утврђења, која су штитила тадашњу престоницу државе, оближње Велико Трново. Једна од њих била је Раховец, која је данашњем граду дала име.
Крајем 14. века овоим подручјем загосподарили су Турци Османлије. Током овог раздобља насеље постаје гтрадске и расте бројчано и економски, па постаје важно стециште развоја бугарског идентитета. Коначно, 1878. године прикључено је новооснованој држави Бугарској.

## Становништво
По проценама из 2007. године град Горња Орјаховица је имао око 35.000 ст. Претежан део градског становништва су етнички Бугари. Остатак су махом Роми. Последњих 20ак година град губи становништво због удаљености од главних токова развоја у земљи. Оживљавање привреде требало би зауставити негативни демографски тренд.
Већинска вероисповест становништва је православна.

## Партнерски градови
- Сигетсентмиклош